# Threnetes leucurus
Threnetes leucurus là một loài chim trong họ Chim ruồi.